# دیک کایسو
دیک کایسو (دانمارکی: Dick Kaysø؛ زادهٔ ۱۳ فوریهٔ ۱۹۴۷) بازیگر و صداپیشه اهل دانمارک است.
از فیلم‌ها یا برنامه‌های تلویزیونی که وی در آن نقش داشته‌است می‌توان به ارث، السن خلافکار رفته‌است، مده‌آ، مهمانی اداره، قلمرو، واحد سیار و کاتینکا اشاره کرد.